# Zbigniew Juszczak (ur. 1975)
Zbigniew Juszczak (ur. 24 października 1975 w Żninie) – polski hokeista na trawie, olimpijczyk.
Syn Władysława i Marii z Rachwalskich, ukończył Technikum Mechaniczno-Elektryczne w Żninie (1997). Podjął następnie studia na Akademii Wychowania Fizycznego w Poznaniu. Treningi hokejowe rozpoczął jako 8-latek w klubie LKS Rogowo; w 1995 został zawodnikiem Pocztowca Poznań, gdzie był trenowany m.in. przez wuja Zbigniewa Rachwalskiego. Wraz z Pocztowcem świętował mistrzostwo Polski na boiskach otwartych (1998), mistrzostwo Polski w hali (1998, 1999), brązowy medal w Pucharze Europy Zdobywców Pucharów (1999). Gra na pozycji środkowego obrońcy.
W latach 1996–2002 zaliczył 133 mecze w reprezentacji narodowej, strzelając 22 bramki. Uczestniczył w turniejach finałowych mistrzostw Europy w 1995 i 1999 oraz mistrzostw świata w 1998 i 2002. Grał również na igrzyskach olimpijskich w Sydney w 2000, na których Polska zajęła ostatnie, 12. miejsce. Z reprezentacją młodzieżową wywalczył halowe mistrzostwo Europy w Lucernie w 1996.
W roku 1999 i 2006 roku wywalczył srebrny medal halowych mistrzostw Europy seniorów.
Zdobył również srebrny medal podczas halowych mistrzostwa świata w  2003 roku w Lipsku.